# Червень 2021
Червень 2021 — шостий місяць 2021 року, що розпочався у вівторок 1 червня та закінчився у середу 30 червня.

## Події
- 2 червня
  - Президентом Ізраїлю обрано Іцхака Герцоґа[1].
  - Поблизу берегів Шрі-Ланки затонув корабель X-Press Pearl, спричинивши екологічну катастрофу через вилив нітратної кислоти[2].
- 4 червня
  - Рада Європейського Союзу запровадила заборону на польоти білоруських літаків у повітряному просторі ЄС у відповідь на примусову посадку літака Ryanair[3].
- 5 червня
  - Ісламське повстання в Магрибі: у результаті нападу бойовиків на село Солхан на півночі Буркіна-Фасо загинули 160 осіб[4].
- 6 червня
  - Відбулось вручення премії Британської академії телебачення та кіномистецтва: найбільшу кількість нагород отримав серіал «Я можу знищити тебе»[5].
  - Збірна Канади стала переможцем чемпіонату світу з хокею із шайбою — у фіналі вона перемогла команду Фінляндії[6].
  - Збірна США стала переможцем першого розіграшу Ліги націй КОНКАКАФ 2019—2020[7].
- 7 червня
  - Біля міста Дагаркі, у провінції Сінд у Пакистані, зіткнулись два поїзди, що призвело до загибелі принаймні 63 людей[8].
- 8 червня
  - Федеральне бюро розслідувань США у співпраці з правоохоронними органами ще 15 країн здійснили масову спецоперацію[en] по всьому світу. Завдяки розробленому месенджеру вдалося затримати 800 наркоторговців.[9]
  - Національне географічне товариство визнало, що води, які оточують Антарктиду південніше 60-ї паралелі, є окремим Південним океаном[10].
- 9 червня
  - На президентських виборах у Монголії[en] перемогу здобув колишній Прем'єр-міністр, голова правлячої Монгольської народної партії Ухнаагійн Хурелсух[11].
  - Сальвадор став першою країною, яка визнала біткойн офіційним платіжним засобом[12].
- 10 червня
  - Московський міський суд визнав екстремістською організацією Фонд боротьби з корупцією, а також заборонив діяльність штабів Олексія Навального[13].
  - Кільцеподібне сонячне затемнення, що було найкраще видно в Північній Америці[14].
- 11 червня
  - Розпочалася фінальна частина 16-го Чемпіонату Європи з футболу (Євро-2020), відкладена через початок пандемії коронавірусної хвороби.
  - У США названо лауреатів Пулітцерівської премії 2021 року: газета Star Tribune отримала премію за висвітлення вбивства Джона Флойда; видання BuzzFeed News — за міжнародний репортаж про інфраструктуру, створену урядом КНР для масового затримання мусульман.[15]
- 12 червня
  - Відбулось вручення нагород П'ятої національної кінопремії «Золота дзиґа» Української кіноакадемії. Найбільшу кількість нагород — 6 отримала стрічка режисера Валентина Васяновича «Атлантида».[16]
- 13 червня
  - У Великій Британії завершив роботу 47-й саміт Великої сімки[17].
  - В Ізраїлі вперше за 12 років новий прем'єр-міністр: Беньяміна Нетаньягу змінив Нафталі Бенет[18].
  - Переможцями Відкритого чемпіонату Франції з тенісу 2021 стали: серед чоловіків — серб Новак Джокович, серед жінок — чешка Барбора Крейчикова[19].
- 16 червня
  - У Женеві відбулася зустріч президентів Джо Байдена і Володимира Путіна на найвищому рівні[20].
- 18 червня
  - В Ірані пройшли вибори Президента, де було обрано Ібрагіма Райсі[21].
  - Раян Кроузер встановив новий світовий рекорд у штовханні ядра — 23,37 метра. Попередній рекорд тримався 30 років.[22]
- 20 червня
  - На США обрушився Тропічний шторм Клодетт  що найменше 14 людей загинуло та завдала збитків на суму 375 мільйонів доларів.[23]
- 21 червня
  - Премію миру німецьких книгарів за 2021 рік отримала письменниця Цици Дангарембга із Зімбабве[24].
  - Лорел Габбард стала першою в історії жінкою-трансгендером, яка виступить на Олімпійських іграх[25]
- 24 червня
  - У м. Серфсайд (Флорида) в результаті руйнування 12-поверхового будинку загинуло щонайменше 9 людей, ще 150 вважають зниклими без вісті[26].
  - Microsoft презентувала Windows 11[27].
- 25 червня
  - Експоліцейського Дерека Шовіна засудили до 22,5 року ув'язнення за вбивство афроамериканця Джорджа Флойда[28].
- 27 червня
  - Український боксер Василь Ломаченко достроково переміг технічним нокаутом Накатані Масайосі[29].
- 28 червня
  - У Чорному морі стартували військові навчання Сі Бриз, які стали найбільш масштабними за всю історію[30].
- 29 червня
  - Збірна України з футболу в матчі проти Швеції здобула перемогу з рахунком 2:1 та вперше пройшла до 1/4 фіналу Чемпіонату Європи з футболу; переможні голи забили Олександр Зінченко й Артем Довбик.
  - Над східним узбережжям США пройшов тропічний шторм Денні, який приніс незначні руйнування та повені[31].
  - На Мексику обрушився Ураган Енріке загинуло 2 людини та завдано збитків на суму 50 мільйонів доларів[32].